# 双层语言
双层语言（英語：diglossia）在语言学中指在特定社会中存在两种紧密联系的语言，一种具有更高的威望，通常被政府所使用，或在正式的文本中使用、或謂之文言或書寫體文言文；另一种威望较低，常作为方言口头使用、或謂之白話或書寫體白話文。威望較高的语言具有更规范的形式，其形式和词汇经过筛选以不同的面貌进入方言中，甚至漸漸以通用語的形式取代方言（例如中華民國國語、普通話）。
除了社區的日常語言或白話語言變體（標記為“L”或“低”變體）之外，第二種高度編碼的方言（標記為“H”或“高”）在某些情況下使用，例如文學、正規教育或其他特定場合，但通常不用於普通對話。 H族群內可能沒有母語使用者。在有三種方言的情況下，使用術語“三层语言”（triglossia）描述。當提到一種語言中兩種書寫系統共存時，使用双文制 （digraphia）這個術語描述。
高級變體可能是同一語言的較舊階段（如在中世紀的歐洲，儘管口語(L)已經分化，但拉丁語(H)仍被正式使用），也可能是無關的語言，或與當今方言截然不同但又密切相關的方言（如在印度北部和巴基斯坦，印度斯坦語(L)與印地語(H)和烏爾都語(H)一起使用）；在德國，其中標準德語(H)與德語方言(L)一起使用；在阿拉伯世界，現代標準阿拉伯語(H)與其他阿拉伯語變體(L)一起使用；在中國，標準漢語(H)被用作官方的文學標準，而汉语方言(L)的地方變體則用於日常交流）。其他例子包括文學上的纯正希腊语（H）與口語上的通俗希腊语（L）；文學泰米爾語（H）與口語泰米爾語（L）；印度尼西亚语，包括標準語(H)和非標準語(L) 兩種形式； 標準美国英语(H)與非洲裔美国人白话英语(L)或夏威夷英語（L) 文學；以及文學威尔士语（H）與口語威尔士语（L）。

## 文白分離現象
希腊语言学家和通俗文字专家扬尼斯·普卡里斯最早采用了法语词「diglossie」。阿拉伯学学者威廉·马尔萨使用该词描述阿拉伯语国家的语言学形势。查尔斯·福格森发表于期刊《词语》（1959）的《双层语言》一文，认为双层语言是特定社会中存在两种语言的现象，其中之一被称为H，即威望较高的语言，另一语言被称为L，即威望较低的语言。在福格森的定义中，H和L总是紧密相联的。费希曼也谈及无关的双层语言"扩大的双层语言“（费希曼1967），如梵语H和埃纳德语，或阿尔萨斯的阿尔萨斯语L和法语H。克罗斯称H为上层语言，L为下层语言。
在某些情况下，H和L之间联系的本质是有争议的；例如，牙买加使用的混合语L和标准英语H。
通常H是书面语，L是口头语。在正式场合人们使用H，在非正式场合人们使用L。最早的例子之一是拉丁语，书面拉丁语是威望较高的语言，通俗拉丁语是威望较低的语言。罗曼语源于后者。
L不仅仅是H简单化的变体。许多威望较低的语言具有比相应威望较高的语言更复杂的特性。如瑞士德语方言中有 /e/, /ɛ/ 和/æ/，但标准德语只有/ɛ/音。牙买加混合语中虽然元音比标准英语少，但有额外的上颚音/kʲ/和/ɡʲ/。
下层语言也被称为下层方言，上层语言也被称为上层方言，介於上下之间的被称为中层方言。注意在瑞士和卢森堡的德语区没有中层语言。在巴拉圭是否存在双层语言是一个值得争议的问题，因为巴拉圭语和西班牙语都是官方语言。一些学者争论说确实有些巴拉圭人根本不会巴拉圭语。
福格森的经典事例包括标准德语・瑞士德语，标准阿拉伯语・阿拉伯方言，海地的标准法语・混合语，符合古希腊语法的现代希腊语・纯正希腊语。但混合语现在在海地被视为标准语。瑞士德语方言也很难说是一种下层语言，现在白话阿拉伯语在某些意义上比标准阿拉伯语更具权威。（参钱伯斯，社会语言学理论）在1974年希腊军事政府(1967-1974)结束以后，现代希腊语成为希腊唯一的标准语言，符合古希腊语法的纯正希腊语不再被使用。哈若德西夫曼这样描述瑞士德语："瑞士德语曾和标准德语构成双层语言的等级，但现在这种双方的协议已经被打破。”尤其是在阿拉伯语世界也有很多符号转换的情况。根据安得鲁·弗里曼，这与福格森对于双层语言所提出的两种形式互补分布的描述不同。在一定程度上，所有双层语言的社会里都有符号转换和重叠，包括瑞士德语区。另外，在福格森的定义中，双层语言区分于双重语言（bilingualism）；但这取决于学者对于语言学的定义。例如，不同种类的阿拉伯语之间不能相互理解；即使可以相互理解，也是由于不同的语言变体相互暴露，而不是由于其固有的语言学特性。
高低两分法在社会威望的层面上被校正的事例还包括意大利方言和标准意大利语，德国方言和标准德语。在意大利和德国，方言使用者通常在非正式场合使用方言，尤其是在家裡。但是，在瑞士德语区，瑞士德语方言在一定程度上在学校裡，并在很大程度上在教堂中被使用。拉姆塞尔将瑞士德语区的双层语言现象称为“中间双层语言”，而费里希提拉什则称其为“功能性双层语言”。由于没有明晰的层级划分，瑞士德语既是双层语言最合适的事例，也是最不合适的事例。

## 汉语

### 文言文
中国人一直以文言文为上层方言和标准书面用语。多种方言则各自变化，成为下层方言。因两者之間的变化極大，使這個差別被认为是阻碍教育和提高识字率的原因。1910年代以现代标准汉语为基础的白话文成为規範，運用于官方及任何重要的场景。

### 现代汉语
汉语书面语和口语的差距一直存在，新文化运动推行的白话文实际上是以官话为基础，受明清小说影响，带有方言成分、新词汇和欧化语法的文体，并非真正的口语。官话白话文与标准语仍然是上层方言，在非官话地区双层语言现象更加严重。隨著普通話的強力推行，許多地區的新一代已不會再使用下層方言，僅僅使用普通話作為口頭語言。但近來各方言白話文也在發展之中。
广州话地区的人主用广州话，但正式书面语仍是官话白话文。广州语的特点，在于它有书写形式，但因没有标准可循而变得不一致，所以一般不在正式场合使用。
汉语的书写系统汉字是独特的意音文字，也是少数仍使用此种文字的语言。使用不同方言的汉语使用者都可以用各自的语音阅读汉文。根据上述的例子，广州语使用者读官话白话文文本时，会使用异于标准汉语的语音。而完全将文书转换广州语时，除了读音外，用字和文法都有可能改变。
- 白话文：
  - 他回家了，你有問題可以講給我聽。
  - 普通話拼音：tā huí jiā le nǐ yǒu wèn tí kě yǐ jiǎng gěi wǒ tīng
- 廣州語：
  - 佢（他）返（回）咗（了）屋企（家），你有問題可以話畀（講給）我聽。
  - 粵拼：keoi5 faan1 zo2 uk1 kei2 nei5 jau5 man6 tai4 ho2 ji5 waa6 bei2 ngo5 teng1

一般来说，广州语使用者能够明白现代汉语官话白话文，并能用广州语读音读出，但不读书时不会这样说。
当文言文作为标准文，以上情况同样适用。但方言使用者比较难了解各自对文言文的发音，这是文言文不再作为标准书面语的原因之一。

## 蒙古語
在中國內蒙古自治區，蒙古文依然像古代蒙古語，但語言卻以察哈爾正藍旗土話（可與蒙古國的喀爾喀土話互通）爲標準音，和書寫有極大區別。若使用書文的音講話，只能讓能閱蒙古文的人懂。在蒙古國，傳統蒙古文被基本廢除，而西里爾蒙古文的正字法與喀爾喀口語相近（雖然有不少差別）。近年來蒙古國開始恢復傳統蒙古文，但竝無舉措以重新規範口語，使其與古代蒙古語接近，因此蒙古國可能要重新面對雙層語言問題。

## 參阅
- 疏隔與擴充
- 多语制
- 語碼轉換
- 双文制
- 挪威語言衝突
- 多中心語言
- 語域
- 社会语言学
- 标准方言

## 延伸閱讀
- Bastardas Boada, Albert. 1997. "Contextes et représentations dans les contacts linguistiques par décision politique : substitution versus diglossie dans la perspective de la planétarisation"（页面存档备份，存于）, Diverscité langues (Montréal).
- Eeden, Petrus van. "Diglossie" http://www.afrikaans.nu/pag7.htm（页面存档备份，存于）
- Lubliner, Jacob. "Reflections on Diglossia" https://web.archive.org/web/20031229161258/http://www.ce.berkeley.edu/~coby/essays/refdigl.htm

## 外部連結
- Diglossia (La diglossie)（页面存档备份，存于）, Groupe Européen de Recherches en Langues Créoles
- Diglossia as a Sociolinguistic Situation（页面存档备份，存于）, Harold F. Schiffman, University of Pennsylvania
- In the New German, English is a "lifestyle diglossia", Ashley Passmore

1. ↑  Ferguson, Charles. . Word. 1959, 15 (2): 325–340. S2CID 239352211. doi:10.1080/00437956.1959.11659702 . ...diglossia differs from the more widespread standard-with-dialects in that no segment of the speech community in diglossia regularly uses H as a medium of ordinary conversation, and any attempt to do so is felt to be either pedantic and artificial (Arabic, Greek) or else in some sense disloyal to the community (Swiss German, Creole). In the more usual standard-with-dialects situation the standard is often similar to the variety of a certain region or social group (e.g. Tehran Persian, Calcutta Bengali) which is used in ordinary conversation more or less naturally by members of the group and as a superposed variety by others.
2. ↑  Goswami, Krishan Kumar. . Kalinga Publications. 1994: 14. ISBN 978-81-85163-57-4 （英语）. In a Hindi-Urdu speech community, we find Hindi (high), Urdu (high) and Hindustani in triglossia (Goswami 1976, 1978) where Hindi and Urdu are in the state of horizontal diglossia while Hindustani and Hindi-Urdu are in the vertical diglossia.
3. ↑  Koul, Omkar Nath. . Indian Institute of Languages Studies. 1983: 43 （英语）. In urban areas, a speech community in Hindustani or Hindi-Urdu developed as a result of the language contact and mixed glossia. The development of modern standard languages—Hindi and Urdu began in the early nineteenth century.
4. ↑  Sneddon, James N. . Bijdragen tot de Taal-, Land- en Volkenkunde. 2003, 159 (4): 519–549. doi:10.1163/22134379-90003741 .
5. ↑  Judkins, Cara. . Wikitongues. 2020-05-28  [2022-03-26] （英语）.
6. ↑  中囯大百科全书出版社编辑部. . 中囯大百科全书出版社. 1988: 132  [2024-09-22]. ISBN 978-7-5000-0193-5. （原始内容存档于2024-09-22） （中文）.